# 제24회 미국 배우 조합상
제24회 미국 배우 조합상은 2017년 뛰어난 활동을 보인 영화 배우를 기리기 위해 2018년 1월에 열린 시상식이다.

## 수상 및 후보

### 영화부문 앙상블상
- 쓰리 빌보드 - 마틴 맥도나 수상
- 더 빅 식 - 마이클 쇼월터
- 겟 아웃 - 조던 필
- 레이디 버드 - 그레타 거윅
- 머드바운드 - 디 리스

### 영화부문 여우주연상
- 쓰리 빌보드 - 프란시스 맥도맨드 수상
- 빅토리아 & 압둘 - 주디 덴치
- 셰이프 오브 워터: 사랑의 모양 - 샐리 호킨스
- 레이디 버드 - 시얼샤 로넌
- 아이, 토냐 - 마고 로비

### 영화부문 남우주연상
- 다키스트 아워 - 게리 올드만 수상
- 콜 미 바이 유어 네임 - 티모시 샬라메
- 더 디제스터 아티스트 - 제임스 프랭코
- 겟 아웃 - 다니엘 칼루야
- 이너 시티 - 덴젤 워싱턴

### 영화부문 여우조연상
- 아이, 토냐 - 앨리슨 제니 수상
- 머드바운드 - 메리 제이 블라이즈
- 다운사이징 - 홍 차우
- 더 빅 식 - 홀리 헌터
- 레이디 버드 - 로리 멧칼프

### 영화부문 남우조연상
- 쓰리 빌보드 - 샘 록웰 수상
- 빌리 진 킹: 세기의 대결 - 스티브 카렐
- 플로리다 프로젝트 - 윌렘 대포
- 쓰리 빌보드 - 우디 해럴슨
- 셰이프 오브 워터: 사랑의 모양 - 리차드 젠킨스

### 영화부문 스턴트 상
- 원더 우먼 수상
- 베이비 드라이버
- 덩케르크
- 로건
- 혹성탈출: 종의 전쟁

### TV드라마부문 앙상블연기상
- THIS IS US 수상
- 더 크라운
- 왕좌의 게임 7
- 핸드메이즈 테일
- STRANGER THINGS

### TV드라마부문연기상(여자)
- 더 크라운 - 클레어 포이 수상
- STRANGER THINGS - 밀리 바비 브라운
- OZARK - 로라 리니
- 핸드메이즈 테일 - 엘리자베스 모스
- 하우스 오브 카드 시즌5 - 로빈 라이트

### TV드라마부문연기상(남자)
- THIS IS US - 스털링 K. 브라운 수상
- OZARK - 제이슨 베이트먼
- 왕좌의 게임 7 - 피터 딘클리지
- STRANGER THINGS - 데이빗 하버
- BETTER CALL SAUL - 밥 오덴커크

### 코미디부문 앙상블연기상
- VEEP 수상
- BLACK-ISH
- CURB YOUR ENTHUSIASM
- GLOW
- ORANGE IS THE NEW BLACK

### 코미디부문연기상(여자)
- VEEP - 줄리아 루이스 드레이퍼스 수상
- ORANGE IS THE NEW BLACK - 우조 압두바
- GLOW - 알리슨 브리
- GRACE AND FRANKIE - 제인 폰다
- GRACE AND FRANKIE - 릴리 톰린

### 코미디부문연기상(남자)
- SHAMELESS - 윌리암 H. 머시 수상
- BLACK-ISH - 안소니 앤더슨
- 마스터 오브 제로 시즌2 - 아지즈 안사리
- CURB YOUR ENTHUSIASM - 래리 데이비드
- WILL & GRACE - 션 헤이즈
- GLOW - 마크 마론

### TV영화/미니시리즈부문 연기상(여자)
- 빅 리틀 라이즈 - 니콜 키드먼 수상
- 빅 리틀 라이즈 - 로라 던
- FEUD: BETTE AND JOAN - 제시카 랭
- FEUD: BETTE AND JOAN - 수잔 서랜든
- 빅 리틀 라이즈 - 리즈 위더스푼

### TV영화/미니시리즈부문 연기상(남자)
- 빅 리틀 라이즈 - 알렉산더 스카스가드 수상
- SHERLOCK: THE LYING DETECTIVE - 베네딕트 컴버배치
- GODLESS - 제프 다니엘스
- 더 위저드 오브 라이스 - 로버트 드 니로
- 지니어스 - 제프리 러쉬

### TV부문 스턴트 상
- 왕좌의 게임 7 수상
- GLOW
- 홈랜드 시즌6
- STRANGER THINGS
- THE WALKING DEAD

### 공로상
- 모건 프리먼 수상